# Bryum sphagnicola
Bryum sphagnicola là một loài rêu trong họ Bryaceae. Loài này được Bruch & Schimp. mô tả khoa học đầu tiên năm 1846.